# The Musical Box
The Musical Box é uma banda canadense de rock progressivo formada em 1993, famosa por suas recriações das famosas apresentações da banda Genesis da era 1972-1975. É atualmente a única banda oficialmente licenciada pelo Genesis e por Peter Gabriel para executar o álbum The Lamb Lies Down on Broadway, considerada por muitos fãs a obra prima do Genesis.
Desde o início vêm aperfeiçoando as execuções de álbuns como Foxtrot, Selling England by the Pound e The Lamb Lies Down on Broadway. Fazem vasto uso dos mesmos instrumentos musicais utilizados pelo Genesis nos anos 1970, além de réplicas exatas da apresentação especial e das fantasias de Peter Gabriel no palco. Durante as apresentações, a banda ainda mostra em telões slides dos concertos, vídeos, filmes amadores e artigos do Genesis em sua época de ouro.
Apesar de Tony Banks somente ter visto a apresentação da banda por gravação, todos os outros quatro membros do Genesis da era 1972-1975 já presenciaram os concertos do The Musical Box, e tanto Steve Hackett quanto Phil Collins já apresentaram-se com a banda em algumas de suas partes originais nas canções da banda.
Denis Gagné, que representa Peter Gabriel, anunciou que sairia da banda após o cumprimento das apresentaçõs já confirmadas. Acredita-se que, assim como na banda original, o baterista Martin Levac, representando Phil Collins, irá assumir o papel dos vocais, e a banda passará então a recriar as apresentações do Genesis da era 1976-1977.

## Integrantes

### Formação atual
- Denis Gagné (como "Peter Gabriel") - vocal, flauta, oboé, bumbo e tamborim
- François Gagnon (como "Steve Hackett") - guitarra e violão
- Sébastien Lamothe (como "Mike Rutherford") - baixo, guitarra e vocal
- Marc Laflamme (como "Phil Collins") - bateria, percussão e vocal
- David Myers (como "Tony Banks") - teclado, guitarra e vocal

### Ex-integrantes
- Francois Richard (como "Tony Banks")
- Guillaume Courteau (como "Phil Collins")
- Denis Champoux (como "Steve Hackett")
- Éric Savard (como "Tony Banks")